# Siletta ACE
Siletta ACE er et skib bygget i 1981, der indtil 4. januar 2010 var i drift hos rederiet Ace link A/S, indtil rederiet gik konkurs.
Skibet ejes af norsk ACE link Holding AS, et datterselskab til Eitzen Holding AS.
Skibet har tidligere haft navnet "Sundbuss Pernille".
| Skib | Spire Denne artikel om skibe eller både er en spire som bør udbygges. Du er velkommen til at hjælpe Wikipedia ved at udvide den. |